# Adolfo Frederico VI de Meclemburgo-Strelitz
Adolfo Frederico VI de Mecklemburgo-Strelitz (17 de Junho de 1882 - 23 de Fevereiro de 1918) foi o último Grão-Duque Soberano do Estado de Mecklemburgo-Strelitz.

## Juventude
Adolfo Frederico Jorge Ernesto Alberto Eduardo de Meclemburgo-Strelitz nasceu em Neustrelitz foi a terceira criança e primeiro filho do então duque hereditário Adolfo Frederico V de Meclemburgo-Strelitz e da sua esposa, a princesa Isabel de Anhalt. Frequentou a escola secundária de Dresden e depois estudou jurisprudência na Universidade de Munique enquanto prestava serviço no exército. Tornou-se herdeiro aparente com o título de duque hereditário de Meclemburgo-Strelitz após a morte do seu avô Frederico Guilherme no dia 30 de Maio de 1904.
Diz-se que Adolfo Frederico e o seu irmão mais novo, o duque Carlos, tinham um entendimento entre si no qual Adolfo dedicaria a sua vida à pintura enquanto Carlos cumpriria a função de se casar e dar continuidade à dinastia. No final isto acabou por não ser possível, uma vez que Carlos foi morto num duelo com o seu cunhado, o conde George Jametel, em 1908. Logo depois deste acontecimento, várias noivas foram apontadas a Adolfo, incluindo a princesa Vitória Luísa da Prússia, a única filha do kaiser Guilherme II, e a princesa Patricia de Connaught, neta da rainha Vitória.
Sucedeu como grão-duque após a morte do seu pai no dia 11 de Junho de 1914, poucos meses antes do início da Primeira Guerra Mundial. Na altura acreditava-se que Adolfo Frederico se tinha casado e várias pessoas o pressionaram para se divorciar e contrair um casamento dinástico, mas ele recusou. Desde 1908 até à sua morte dez anos depois, a sua amante foi a soprano Mafalda Salvatini com quem teve dois filhos: Horst Gérard e o estilista Rolf Gérard.

## Morte
No dia 23 de Fevereiro de 1918, em Neustrelitz, Adolfo Frederico suicidou-se, o que deixou o Ducado de Meclemburgo-Strelitz com uma crise de sucessão, visto que o único descendente sobrevivente da linha de Strelitz, o duque Carlos Miguel de Meclemburgo-Strelitz, estava a prestar serviço militar na Rússia e tinha dito que desejava abdicar dos seus direitos de sucessão ao ducado em 1914. Mas na altura Adolfo Frederico tinha convencido o primo a adiar qualquer renunciação até que a questão foi novamente levantada. Havia também um parente numa linha morganática, o sobrinho do duque Carlos Miguel, o conde Jorge de Carlow, mas como Carlos Miguel estava na Rússia, foi o grão-duque Frederico Francisco IV de Meclemburgo-Schwerin que assumiu a regência do ducado até ao final das monarquias alemãs. Frederico Francisco IV teve a confirmação de que Carlos Miguel queria renunciar aos seus direitos de sucessão apesar de esta ter apenas chegado em 1919, após a abolição das monarquias e estabelecimento do Estado Livre de Meclemburgo-Strelitz.
No seu testamento, Adolfo Frederico deixou toda a sua fortuna, que tinha sido aumentada pelo seu avô e se estimava ser de cerca de 30 milhões de marcos, ao segundo filho de Frederico Francisco IV, o duque Cristiano Luís, com a condição de que este assumisse o papel de grão-duque de Meclemburgo-Strelitz e passasse a viver em Neustrelitz, caso contrário a herança seria reduzida para os 3 milhões de marcos.[carece de fontes?]